# Kirkjuvatn
Kirkjuvatn er en sø på Suðuroy, Færøerne. Søen ligger lige nordøst for bygden Fámjin, som ligger på vestkysten af Suðuroy. Fámjin er den eneste bygd på øen, der vender direkte mod vest.
Søens navn betyder Kirkesø. Søen er 0,2 km² stor og er Suðuroys største naturlige sø og er blandt de 10 største søer på Færøerne.
Øst for Fámjins kirkja går der en sti op til søen. Kirkja betyder kirke og vatn betyder sø. Fra søen er det mulig at følge fårestierne mod nord op til Suðuroys højeste fjelde. Mod nord ligger det 610 meter høje Gluggarnir. De andre fjelde i nærheden er Herðablaðið og det 417 meter høje Knúkin og det 469 meter høje Mikla, øst for søen.
Nordvest for søen ses endnu rester af en af de færøske kulminer og en transportbane ud til Fámjins vestkyst. Der er gode muligheder for lystfiskere og en vandretur omkring søen tager ca. halvanden time.